# Acompocoris brevirostris
Acompocoris brevirostris – gatunek pluskwiaka z podrzędu różnoskrzydłych i rodziny dziubałkowatych.
Gatunek ten opisany został po raz pierwszy w 1979 roku przez Izjasława Kierżnera. Jako miejsce typowe wskazano Urup w archipelagu Wysp Kurylskich.
Pluskwiak o podługowato-owalnym ciele długości od 3,25 do 4,05 mm. Głowa jest czarna z ciemnymi czułkami. Trójczłonowa, zakrzywiona kłujka w spoczynku nie przekracza połowy odległości między przednią a środkową parą bioder. Przedplecze jest czarne, trapezowate z wyraźną obrączką apikalną na przedzie, wykraczającą całkowicie poza przednie kąty. Trójkątna tarczka również jest czarna. Półpokrywy są wyraźnie szagrynowane, brudnożółte do czarniawych. Zatułów ma trójkątny wierzchołek. Kanalik wyprowadzający gruczołów zapachowych zatułowia jest prawie prosty, jednak zewnętrznym końcem nieco odgięty dogłowowo, niewyniesiony ponad powierzchnię zatułowia. Odnóża tylnej paty niemal stykają się biodrami. Genitalia samca cechują się paramerami szerszymi niż u A. alpinus i  dziubaczka żółtoskrzydłego. Samica charakteryzuje się rurką kopulacyjną wchodzącą w błonę międzysegmentalną z lewej strony i u podstawy zaopatrzoną w wyrostek boczny.
Owad ten zasiedla lasy. Bytuje na drzewach iglastych, głównie na sośnie karłowej.
Gatunek palearktyczny, znany z Japonii oraz dalekowschodniej części Rosji, gdzie podawany jest z obwodu magadańskiego, Kraju Nadmorskiego, Kamczatki, Sachalinu i Wysp Kurylskich.